# Кнудсен, Мартин
Мартин Ганс Христиан Кнудсен (дат. Martin Hans Christian Knudsen, 15 февраля, 1871, Hasmark — 27 мая, 1949, Копенгаген) — датский физик, преподававший и проводивший исследования в Датском техническом университете
Известен главным образом благодаря изучению молекулярного газового потока и разработке Knudsen cell, главного компонента молекулярно-лучевой эпитаксии
Кнудсен получил университетскую золотую медаль в 1895 и степень магистра физики в следующем году. Он начал читать лекции по физике в университете в 1901, получил пост профессора в 1912, когда Христиансен (1843—1917) вышел на пенсию. Он занимал этот пост до своего выхода на пенсию в 1941.
Кнудсен стал известен благодаря своей работе по молекулярно-кинетической теории и явлениях при низких давлениях в газах. Его имя связано с Кнудсеновским потоком, числом Кнудсена, Кнудсеновским слоем и Кнудсеновскими газами. Также есть уравнение Кнудсена и два прибора — абсолютный манометр Кнудсена и Knudsen gauge. Его книга Кинетическая теория газов (Лондон, 1934) содержит основные результаты его исследований.
Также Кнудсен активно занимался океанографией, разрабатывал методы определения свойств морской воды. Он был редактором Гидрологических таблиц (Копенгаген-Лондон, 1901).
Был награждён медалью Александра Агассиза Американской национальной академии наук в 1936.